# Alekszej Vlagyimirovics Dmitrik
Alekszej Vlagyimirovics Dmitrik (oroszul: Алексей Владимирович Дмитрик; 1984. április 12. –) orosz atléta, magasugró.

## Pályafutása
2001-ben győzött a debreceni ifjúsági világbajnokságon, majd 2002-ben tizennegyedik lett a junior világbajnokságon, 2003-ban pedig második a junior Európa-bajnokságon.
2009-ben szerezte első jelentős felnőtt sikerét, a fedett pályás Európa-bajnokságon elért második helyezésével. A 2011-es tegui világbajnokságon bronzérmes lett miután egyedül ő, és az amerikai Jesse Williams jutott túl a 2,35 méteren. Ellenfelének ez első, míg neki csak második próbálkozásra sikerült, a bajnok így Williams lett.

## Egyéni legjobbjai
| Versenyszám | Eredmény   | Helyszín    | Dátum            |
| Szabadtér   | Szabadtér  | Szabadtér   | Szabadtér        |
| ----------- | ---------- | ----------- | ---------------- |
| Magasugrás  | 2,36 méter | Csebokszári | 2011. július 23. |
| Fedett      |            |             |                  |
| Magasugrás  | 2,34 méter | Glasgow     | 2005. január 29. |